# Salvador Domingo Sanz Palacio
Salvador Domingo Sanz Palacio (ur. 21 października 1947 w Saragossie) – hiszpański i kataloński polityk, adwokat, deputowany krajowy, od 2008 do 2009 poseł do Parlamentu Europejskiego VI kadencji.

## Życiorys
Ukończył w 1970 studia prawnicze na Uniwersytecie w Saragossie. W 1972 uzyskał dyplom z prawa porównawczego w Strasburgu, później kształcił się w zakresie prawa międzynarodowego i europejskiego na Uniwersytecie w Nancy, a także na innych uczelniach zagranicznych.
W 1970 rozpoczął praktykę adwokacką, od 1976 zajmował stanowiska doradcze w przedsiębiorstwach finansowych w Katalonii. Zaangażował się w działalność katalońskiej Partii Ludowej (Partit Popular de Catalunya). Od 1993 do 2004 zasiadał w Kongresie Deputowanych V, VI i VII kadencji.
W kwietniu 2008 objął mandat deputowanego do Parlamentu Europejskiego. Był członkiem grupy chadeckiej, Komisji Rynku Wewnętrznego i Ochrony Konsumentów oraz Komisji Gospodarczej i Monetarnej. W PE zasiadał do lipca 2009.